# خوسيه غيرال
خوسيه غيرال بيريرا (بالإسبانية: José Giral y Pereira)‏ (سانتياغو دي كوبا 22 أكتوبر 1879 - مكسيكو سيتي 23 ديسمبر 1962) هو سياسي إسباني وكيميائي صيدلاني، ورئيس الوزراء خلال الجمهورية الثانية، بالإضافة إلى ممارسة مناصب عليا أخرى في الدولة.
وكانت مهنته هي صيدلاني وكيميائي، ولكنه كان نشطًا في الدوائر الجمهورية. وهو صديق شخصي لمانويل أثانيا، فبعد إعلان الجمهورية الثانية واستلم عدة حقائب وزارية. وبالمثل كان نائباً في البرلمان. ومع اندلاع الحرب الأهلية أصبح رئيسًا لمجلس الوزراء، وسمح بتوصيل الأسلحة إلى الأهالي. ساهم هذا الإجراء في فشل التمرد العسكري في العديد من الأماكن، إلا أنه تسبب في مشكلة خطيرة للنظام العام لسلطة الجمهورية. مع تراجع قوة جهاز الدولة أصبح غير قادر على فرض سلطته على الجماهير الثورية، وفي الوقت نفسه لمواجهة القوى المتمردة، مما انهى الأمر بغيرال أن يقدم استقالته.
في نهاية الحرب الأهلية ذهب إلى المنفى، واستقر في المكسيك. وبعد انتهاء الحرب العالمية الثانية، ذهبت حكومة الجمهورية إلى المنفى في محاولة لبناء جبهة موحدة ضد ديكتاتورية فرانكو.

## السيرة الذاتية

### سنواته الأولى
ولد خوسيه غيرال يوم 22 أكتوبر 1879 في سانتياغو دي كوبا، وهو ابن أنطونيو جيرال كامبرونيرو، رجل عسكري إسباني أرسل إلى كوبا، حيث نال فيما بعد على وظيفة مساعد التلغراف، وأمه أنطونيا بيريرا من مواليد سانتياغو دي كوبا. توفت والدته عندما كان في الرابعة من عمره.
بعد الانتهاء من دراسات الكيمياء والصيدلة في مدريد، حصل على كرسي الكيمياء العضوية سنة 1905 من جامعة سلامنكا. انضم للفكر الجمهوري فتم سجنه سنة 1917 لمشاركته في الإضراب العام في ذلك العام.
وفي سنة 1920 ترك التدريس بالجامعة، وباع الصيدلية التي كان يديرها في سالامانكا وانتقل إلى مدريد وافتتح صيدلية فيها. عاد إلى السجن في ظل ديكتاتورية بريمو دي ريفيرا (1923-1930) وحكومة بيرينغير (1930).

### الحياة السياسية
كان غيرال صديقا مقربا لمانويل أثانيا، وكان أحد المروجين إلى مجموعة العمل الجمهوري سنة 1925. وبعد 6 سنوات أصبحت هذه المجموعة الصغيرة حزبًا سياسيًا حزب العمل الجمهوري (AR). وعندما أعلنت الجمهورية الثانية في أبريل 1931 تم تعيينه عميد الجامعة المركزية في مدريد وعضو مجلس الدولة.
ارتبط بمقاطعة كاسيريس، وفي انتخابات الكورتيس في يونيو 1931 ترشح في هذه الدائرة، وتمكن من الحصول على عضوية نائب. وفي الكورتيس أصبح المتحدث باسم المجموعة البرلمانية للعمل الجمهوري. في انتخابات 1936 نال عضوية البرلمان من كاسيريس مرة أخرى، هذه المرة باسم اليسار الجمهوري.
تم تعيينه في أكتوبر 1931 وزيراً للبحرية في وزارة مانويل أثانيا، وهو المنصب الذي شغله حتى يونيو 1933. وفي فبراير 1936 استلم حقيبة البحرية في حكومة أثانيا الجديدة؛ وحافظ على هذا المنصب خلال حكومات أوغستو بارسيا وسانتياغو كاساريس كيروغا.

### الحرب الأهلية
بعد تدهور الأوضاع الناجمة عن انقلاب يوليو 1936 وعدم قدرة كاساريس كيروغا على مواجهتها فاستقال ليلة 18 يوليو. حيث عين غيرال في اليوم التالي رئيسًا للوزراء. وعند ذلك فقدت حكومة الجمهورية سيطرتها على المغرب وجزر الكناري والبليار - باستثناء مينوركا - وقشتالة القديمة ونافارا ومعظم أراغون وجزء من أندلسيا.
كان أحد الإجراءات الأولى التي اتخذها جيرال هو توزيع السلاح بين الأهالي، مما سمح بسحق التمرد في العديد من الأماكن. وهكذا بحلول 25 يوليو هُزم التمرد العسكري في المراكز الحضرية - مدريد وبرشلونة وفالنسيا ومالقة وبلباو - وغيرها من المناطق. ولكن فشل قادة الانقلاب في الاستيلاء على السلطة وعدم قدرة الحكومة على السيطرة على الانتفاضة حول الوضع إلى حرب أهلية.
ومع ذلك فقد كان توزيع السلاح سيفًا ذا حدين وترك الحكومة دون احتكار النظام العام. في الوقت نفسه تسبب الانقلاب في انهيار الدولة في العديد من الأماكن، مما أدى إلى وضع ثوري حقيقي في المنطقة الموالية للجمهورية. أثبتت حكومة غيرال أنها عاجزة عن فرض سلطتها على الجماهير الممجدة، وانتهت السلطات بفقدان السيطرة على النظام العام في مواجهة غلبة الميليشيات. وفي ليلة 22 إلى 23 أغسطس وقعت مذبحة في سجن موديلو بمدريد، قُتل فيها حوالي 30 سياسيًا وجنديًا معروفًا على أيدي رجال الميليشيات. سبب هذا الحدث ضعفًا شديدًا في سمعة الجمهورية في الخارج. بكى خوسيه غيرال نفسه عندما علم بما حدث.
كان جهاز الدولة مفككًا في المنطقة الموالية للجمهورية، ومع ظهور العديد من المناطق ذات سلطة مستقلة بمكانها. وفي كاتالونيا بدأت الخنيراليتات الكتالونية في اغتصاب السلطات التي لا تتوافق معها وفقًا لنظامها الأساسي للحكم الذاتي.
كما أدى نضوب منابع الدولة إلى عدم قدرتها بتنظيم دفاع مناسب ضد تقدم القوات المتمردة، وخاصة جيش إفريقيا، الذي تمكنت قواته من عبور مضيق جبل طارق وكانوا يتقدمون نحو مدريد. في 3 سبتمبر احتل المتمردون طلبيرة، وتلك مسألة تسببت بأزمة خطيرة في المنطقة الجمهورية. كانت طلبيرة آخر مدينة رائعة في طريقها إلى مدريد. في تلك الليلة نفسها قدم غيرال استقالته إلى أثانيا، وهو قرار أبلغه لوزرائه في اليوم التالي 4 سبتمبر، وتم استبداله بالزعيم الاشتراكي فرانسيسكو لارجو كاباليرو.
تشكيل الحكومة الجديدة لايعني مغادرته حيث استمر بوجوده في مجلس الوزراء وزيرا بدون حقيبة. وفي مايو 1937 أصبح وزيرا للدولة في الحكومة الجديدة برئاسة خوان نيغرين، استبدال الاشتراكي خوليو ألفاريز ديل فايو. في منتصف ذلك العام سافر جيرال ونيغرين إلى باريس في محاولة لإقناع الحكومة الفرنسية بضرورة إنهاء سياسة عدم التدخل [الإسبانية]، ولكن لم يوفقا في ذلك. في أبريل 1938 خلال الأزمة التي سببتها هزيمة الجمهوريين في أراغون، كان هناك تغيير جديد في الحكومة. غادر غيرال وزارة الدولة لكنه استمر في الحكومة كوزير بدون حقيبة. كان حاضرا في الاجتماع الأخير للكورتيس الجمهوري الذي عقد في قلعة فيجويراس في 1 فبراير 1939.
وبعدها ببضعة أيام، أي في 5 فبراير عبر غيرال الحدود الفرنسية مع أثانيا ومارتينيز باريو.

### مرحلة النفي

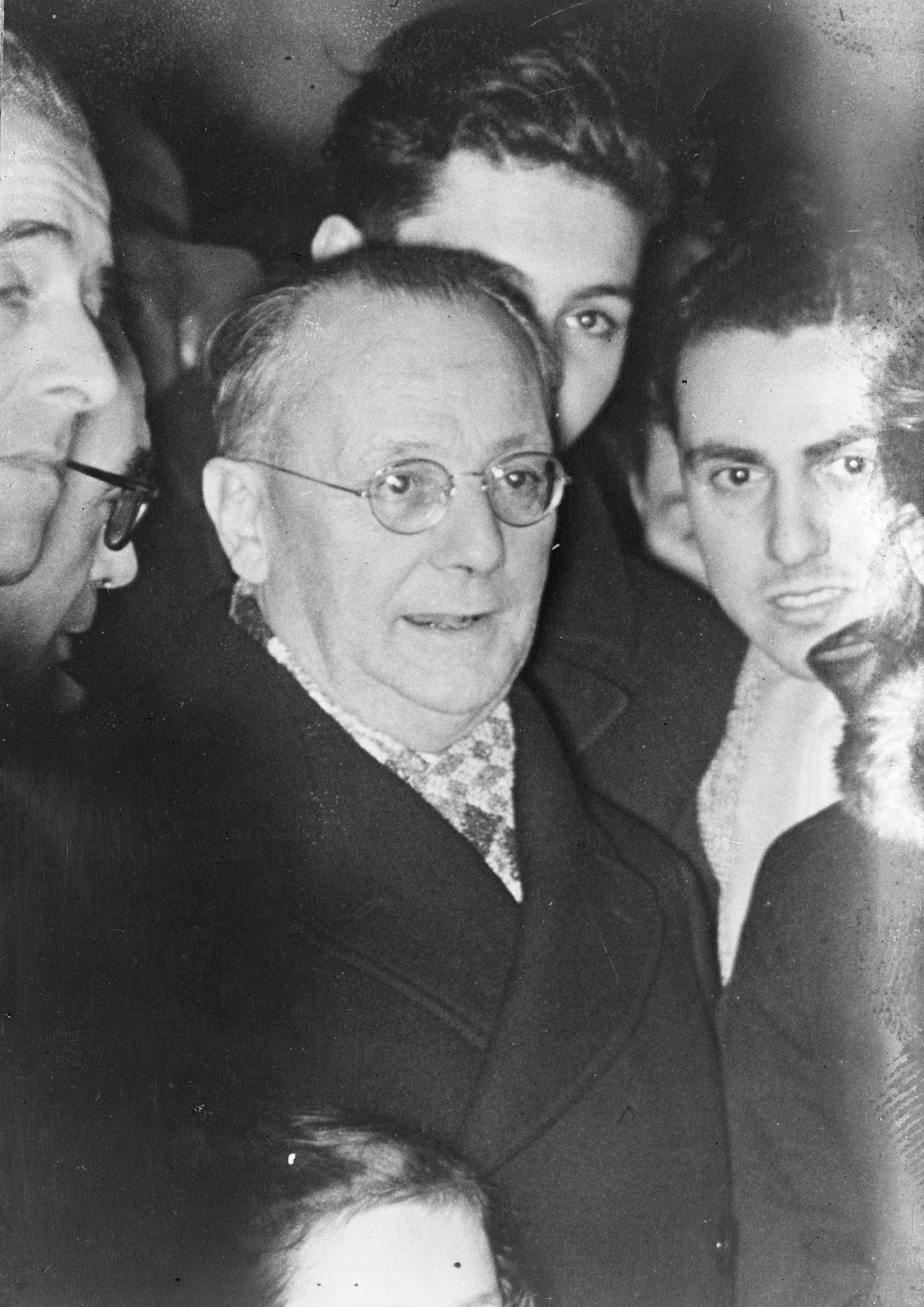
خوسيه غيرال سنة 1946.

انتقل خوسيه غيرال بعد انهيار الجمهورية إلى المنفى. فهاجر أولاً إلى فرنسا، ثم انتقل إلى المكسيك حيث استمر في اتصالاته مع باقي المنفيين الجمهوري أثناء التدريس في كلية الكيمياء بالجامعة الوطنية المستقلة في العاصمة المكسيكية. قام بأنشطة أكاديمية بامتياز منذ وصوله إلى المكسيك حتى وفاته.
في أغسطس 1945 التقى الكورتيس الجمهوري في مكسيكو سيتي للمرة الأولى منذ نهاية الحرب الأهلية. كلف مارتينيز باريو الذي وعد بمنصب رئيس الجمهورية في المنفى غيرال لتشكيل الحكومة.
توفي في مكسيكو سيتي في 23 ديسمبر 1962.33

## وصلات خارجية
- خوسيه غيرال على موقع مونزينجر (الألمانية)